# オルトーナ・デイ・マルシ
オルトーナ・デイ・マルシ（イタリア語: Ortona dei Marsi）は、イタリア共和国アブルッツォ州ラクイラ県にある、人口約500人の基礎自治体（コムーネ）。

## 地理

### 位置・広がり

#### 隣接コムーネ
隣接するコムーネは以下の通り。
- アンヴェルサ・デッリ・アブルッツィ
- ビゼーニャ
- カステルヴェッキオ・スベークオ
- コクッロ
- ジョーイア・デイ・マルシ
- ペシーナ
- ヴィッララーゴ

## 行政

### 分離集落
オルトーナ・デイ・マルシには、以下の分離集落（フラツィオーネ）がある。
- Aschi, Carrito, Castiglione, Cesoli, Rivoli dei Marsi, Santa Maria Maddalena, Sulla Villa